# Equazione di Heun
In matematica, l'equazione di Heun è un'estensione dell'equazione di Papperitz-Riemann che ha la forma:
{\displaystyle {\frac {d^{2}w}{dz^{2}}}+\left[{\frac {\gamma }{z}}+{\frac {\delta }{z-1}}+{\frac {\epsilon }{z-a}}\right]{\frac {dw}{dz}}+{\frac {\alpha \beta z-q}{z(z-1)(z-a)}}w=0}
Si tratta di un'equazione differenziale ordinaria lineare del secondo ordine in cui la condizione {\displaystyle \epsilon =\alpha +\beta -\gamma -\delta +1} garantisce la regolarità della soluzione nel punto all'infinito, mentre il numero {\displaystyle q} è un parametro.
L'equazione possiede quattro punti fuchsiani {\displaystyle 0}, {\displaystyle 1}, {\displaystyle a} e {\displaystyle \infty }, con esponenti {\displaystyle (0,1-\gamma )}, {\displaystyle (0,1-\delta )}, {\displaystyle (0,1-\epsilon )} e {\displaystyle (\alpha ,\beta )}.
Ogni equazione ordinaria di secondo grado con quattro punti singolari sulla sfera di Riemann può essere ricondotta all'equazione di Heun con un cambio di variabile.